# Growing Up in Public
| Recensione                                 | Giudizio |
| ------------------------------------------ | -------- |
| AllMusic                                   | [ 1 ]    |
| Chicago Tribune                            | [ 2 ]    |
| Robert Christgau                           | B        |
| The Encyclopedia of Popular Music          | [ 4 ]    |
| MusicHound Rock: The Essential Album Guide | [ 5 ]    |
| The Rolling Stone Album Guide              | [ 6 ]    |
| Piero Scaruffi                             | 6.5/10   |
| Spin Alternative Record Guide              | 6/10     |

Growing Up in Public è il decimo album discografico in studio del cantautore statunitense Lou Reed ed è stato pubblicato nel 1980 dalla Arista Records.

## Descrizione
Michael Fonfara e Reed produssero l'album. Il disco fu composto e registrato in un periodo di sei settimane presso gli AIR Studios di George Martin a Montserrat. Dall'album fu estratto un unico singolo, The Power of Positive Drinking, che non entrò in classifica.

## Tracce
Testi e musiche di Lou Reed & Michael Fonfara.
1. How Do You Speak to an Angel? – 4:08
2. My Old Man – 3:15
3. Keep Away – 3:31
4. Growing Up in Public – 3:00
5. Standing On Ceremony – 3:32
6. So Alone – 4:05
7. Love Is Here to Stay – 3:10
8. The Power of Positive Drinking – 2:13
9. Smiles – 2:44
10. Think It Over – 3:25
11. Teach the Gifted Children – 3:20

Durata totale: 36:23

## Formazione
- Lou Reed: chitarra, voce
- Michael Fonfara: tastiere, chitarra
- Chuck Hammer: chitarra, guitar synth
- Michael Suchorsky: batteria
- Ellard Moose Boles: basso, seconda voce
- Stuart Heinrich: chitarra, seconda voce